# Waldemar Sorychta

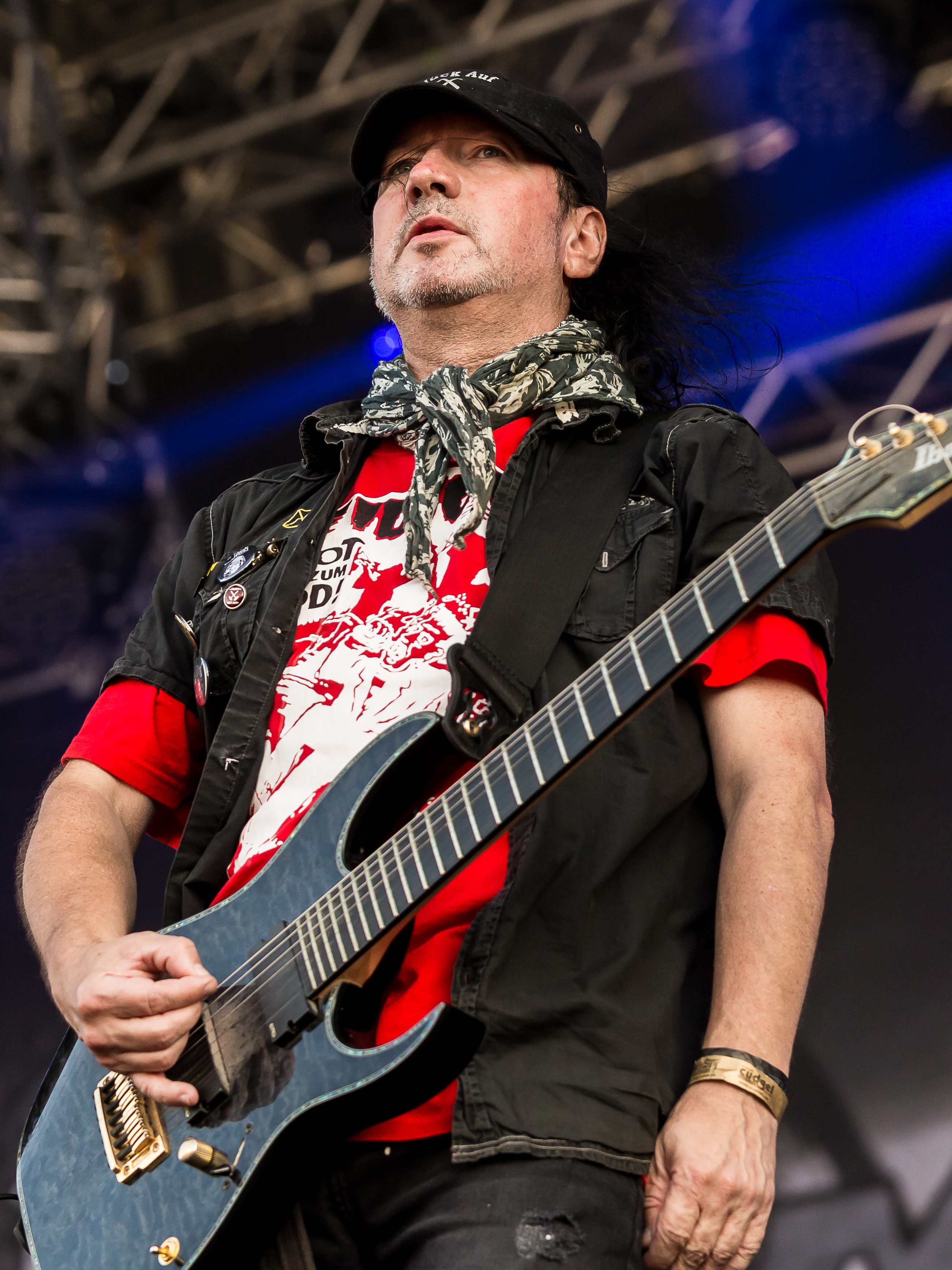

Waldemar Sorychta (Zabrze, 30 oktober 1967) is een Poolse metalgitarist en muziekproducent gevestigd in Dortmund, Duitsland sinds 1982. Hij is gitarist bij Grip Inc. en Eyes of Eden en is voormalig lid van Voodoocult en Despair. Sorychta is producent van zijn eigen bands, maar ook van verschillende andere metalbands zoals Tiamat, Samael, Therion, Moonspell en Lacuna Coil.

## Discografie

### Eyes of Eden
- Faith (2007) - gitaar, producer

### Despair
- History of Hate (1988) – gitaar, vocals, producer
- Decay of Humanity (1990) – gitaar, producer
- Beyond Reason (1992) – gitaar, producer

### Grip Inc.
- Power of Inner Strength (1995) – gitaar, vocals, producer
- Nemesis (1997) – gitaar, keyboards, producer
- Solidify (1999) – gitaar, keyboards, producer
- Incorporated (2004) – gitaar, backing vocals, producer

### Rotting Christ
- Sleep of the Angels (1999) – gitaar (sessie)

### Voodoocult
- Jesus Killing Machine (1994) – gitaar, producer
- Voodoocult (1995) – gitaar, producer